# Malko Trănovo, Stara Zagora
Malko Trănovo (în bulgară Малко Тръново) este un sat în comuna Cirpan, regiunea Stara Zagora,  Bulgaria. 

## Demografie
Componența etnică a satului Malko Trănovo
     Bulgari (79,72%)
     Romi (18,46%)
     Nicio identificare (1,8%)
     Altele (0%)
La recensământul din 2011, populația satului Malko Trănovo era de 222 locuitori. Din punct de vedere etnic, majoritatea locuitorilor (79,72%) erau bulgari, cu o minoritate de romi (18,46%). Pentru 1,8% din locuitori nu este cunoscută apartenența etnică.